# سیارک ۲۶۲۷۱
سیارک ۲۶۲۷۱ (به انگلیسی: 26271 Lindapuster، نامگذاری:1998RW63)۲۶۲۷۱مین سیارک کشف شده‌است که در ۱۴ سپتامبر ۱۹۹۸ کشف شد.